# Раштатський тунель
48°51′22″ пн. ш. 8°13′09″ сх. д. / 48.8560964° пн. ш. 8.2192218° сх. д.
Раштатський тунель (нім. Tunnel Rastatt) — залізничний тунель, в стадії будівництва на швидкісній залізниці Карлсруе — Базель під Раштатом, Баден-Вюртемберг, Німеччина. 
Після завершення будівництва тунель буде використовуватись для пасажирських і вантажних далекомагістральних перевезень. 
 
у складі коридору Роттердам – Генуя та Магістралі для Європи (Париж – Будапешт).
Будівництво тунелю розглядалося з 1970-х рр. і було схвалено в 1996 р., але будівництво  відкладено на десятиліття через брак фінансування. 

У 2013 р. будівництво нарешті розпочалося з укладанням контракту з компанією Arbeitsgemeinschaft Tunnel Rastatt. 
У 2012 р., планували, що Раштатський тунель буде відкритий у 2022 р.. 

Проектна вартість робіт — 693 млн євро.
12 серпня 2017 року під час будівництва східного ствола тунелю стався обвал. 
Цей обвал не тільки вплинув на спорудження тунелю, але й зупинив роботу залізниці долини Рейну, порушивши міжнародне залізничне сполучення; залізницю знову відкрито 2 жовтня 2017 року. 
Хоча будівельні роботи на непошкодженому західному стволі відновлені у вересні 2017 року, східний ствол навмисно закоркований бетоном як захід для стабілізації ґрунту. 
Проект переплановано з урахуванням обвалення; станом на серпень 2019 року східний ствол планується пройти традиційним методом мілкого закладання. 
Залізницю долини Рейну також буде перенесено на етапі відновлення будівництва, щоб мінімізувати потенційний вплив подальшої нестабільності. 
Станом на лютий 2021 року загальна дата завершення будівництва тунелю  перенесена на «кінець 2026 року». 